# Rottenburg an der Laaber
Rottenburg an der Laaber es una ciudad situada en el distrito de Landshut, en el estado federado de Baviera (Alemania), con una población a finales de 2016 de unos 7924 habitantes.
Se encuentra ubicada en el centro del estado, en la región de Baja Baviera, cerca de la orilla del río Isar —un afluente derecho del Danubio—.